# Eugenio Alessandro di Thurn und Taxis
Eugenio Alessandro Francesco di Thurn und Taxis (Bruxelles, 11 gennaio 1652 – Francoforte sul Meno, 21 febbraio 1714) fu conte e primo principe di Thurn und Taxis dal 1695, nonché Maestro Generale di Posta del Sacro Romano Impero.

## Biografia

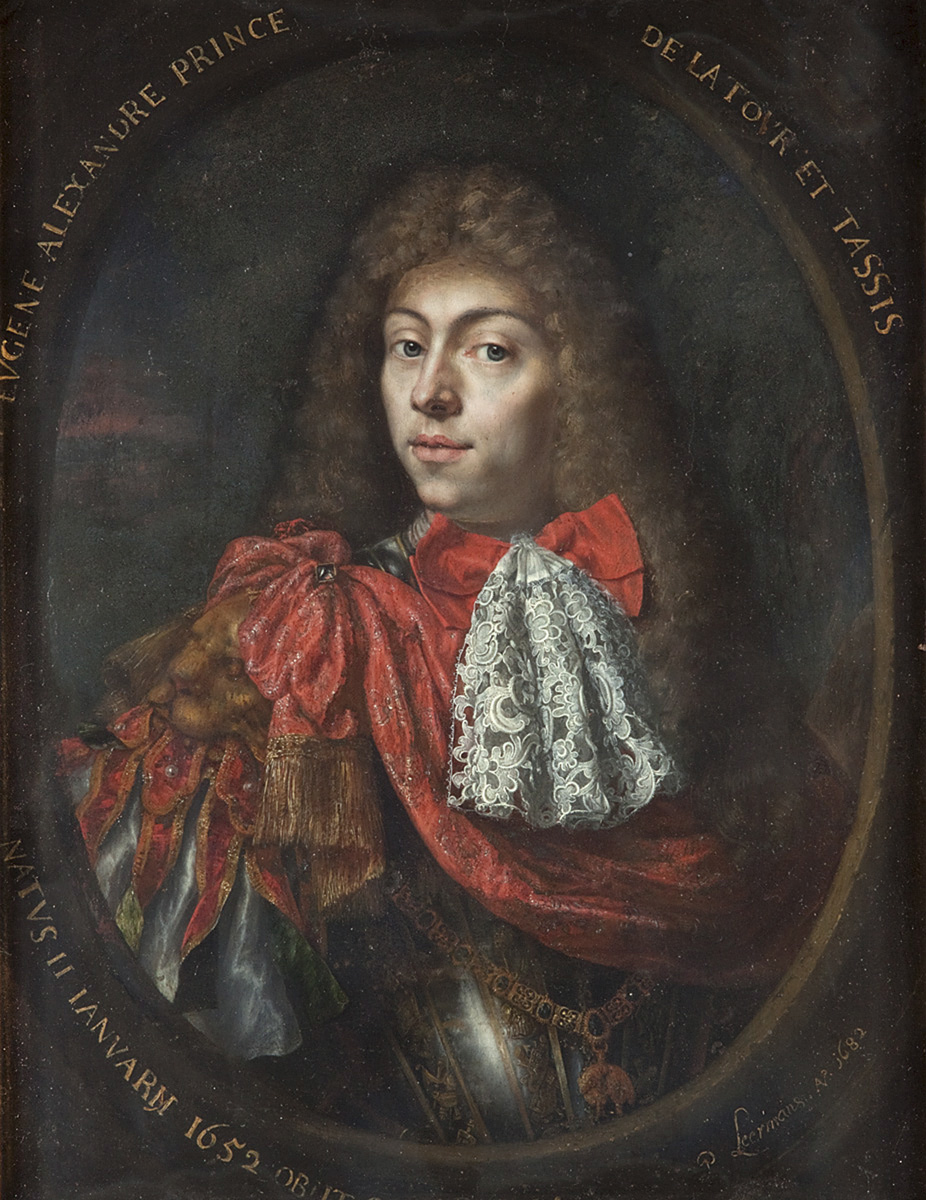
Ritratto giovanile di Eugenio Alessandro di Thurn und Taxis

Eugenio Alessandro era figlio del conte Lamoral Claudio Francesco di Thurn und Taxis e di sua moglie, la contessa Anna di Horne.
Divenuto conte di Thurn und Taxis alla morte del padre, nel 1676, gli succedette anche negli incarichi di maestro generale di posta. Nel 1681 l'ultimo sovrano spagnolo dei Paesi Bassi, Carlo II, lo nominò principe nella parìa di Spagna, elevando il territorio della contea di Braine-le-Château, acquisita da Lamoral Claudio Francesco, al rango di principato sul cognome della casata. Il 4 ottobre 1695, l'imperatore Leopoldo I lo promosse anch'egli al rango di principe del Sacro Romano Impero, sebbene Eugenio Alessandro non potesse vantare un possedimento nei confini imperiali. Venne contestualmente decorato delle insegne dell'Ordine del Toson d'oro.
All'indomani dello scoppio della guerra di successione spagnola, venne costretto a lasciare i Paesi Bassi spagnoli ed i suoi domini in loco dal momento che nel 1701 il nuovo sovrano di Spagna, Filippo V, nipote di re Luigi XIV di Francia, lo licenziò dal suo incarico di direttore generale delle poste nei Paesi Bassi, confiscandogli tutti i beni in Olanda. Eugenio Alessandro prese quindi residenza stabile a Francoforte sul Meno dal 1702 dove trasferì quindi anche il quartier generale della sua impresa postale.
Il 26 novembre 1704, ricevette la possibilità di votare alla dieta imperiale venendo ammesso nella Provincia dell'Elettorato del Reno, per quanto non vi possedesse alcun territorio (causa essenziale per ottenere regolarmente il diritto di voto al parlamento del Sacro Romano Impero). Per compensare l'assenza di un patrimonio fondiario adeguato in loco, venne concordato che il principe Thurn und Taxis avrebbe dovuto fornire due cavalieri e sei fanti per la camera imperiale di Wetzlar oltre al pagamento di una tassa di 39 fiorini annui.
Nel suo testamento, redatto nel 1713, prescrisse la conversione delle proprietà di famiglia in fedecommesso e suggerì che le proprietà olandesi venissero vendute a favore dell'acquisto di beni nei territori del Sacro Romano Impero per supportare ulteriormente la sua appartenenza all'élite imperiale.
Alla sua morte, avvenuta nel 1714, venne sepolto nel Duomo di Francoforte sul Meno.

## Matrimonio e figli
Eugenio Alessandro si sposò due volte.
La prima, il 24 marzo 1678, con la principessa Anna Adelaide di Fürstenberg-Heiligenberg († 13 novembre 1701), figlia del conte Ermanno Egon, dalla quale ebbe i seguenti figli:
- Dorotea (nata e morta nel 1679)
- un figlio di cui non ci è giunto il nome (nato e morto nel 1680)
- Anselmo Francesco (1681-1739) sposò la Principessa Maria Ludovica Anna Francesca di Lobkowicz
- Giacomo Lamoral (?-?), canonico a Colonia
- Anna Francesca (1683-1763), sposò il conte Francesco Ernesto di Salm-Reifferscheidt
- Eleonora Fernanda (1685 - 1721), sposò il conte Philipp Hugo von Manderscheid-Kail
- Inigo Lamoral Felice Maria Francesco (1686-1717), militare, morì all'assedio di Belgrado
- Anna Teresa (1689-?), monaca
- Maria Elisabetta Goffreda (1691-1764), sposò il conte Guillaume Alexandre de Lannoy
- Enrico Francesco (1682-1700), canonico a Colonia e ad Augusta

Alla morte della prima moglie, il 21 novembre 1703 si risposò la contessa Anna Augusta di Hohenlohe-Waldenburg-Schillingsfürst († 21 settembre 1711), dalla quale ebbe i seguenti eredi:
- Lotario Francesco (1705-1712)
- Massimiliano Filippo (nato e morto nel 1706)
- Filippo Lemoral (nato e morto nel 1708)
- Maria Giuseppa Francesca (nata e morta nel 1711)

## Ascendenza
|                                              |                   |                                | Genitori                           |  |  | Nonni |  |  | Bisnonni          |  |  | Trisnonni            |  |
|                                              |                   |                                |                                    |  |  |       |  |  | Lamoral de Tassis |  |  | Leonardo I de Tassis |  |
|                                              |                   |                                |                                    |  |  |       |  |  | Lamoral de Tassis |  |  | Leonardo I de Tassis |  |
|                                              |                   | Louise Boisot de Rouha         |                                    |  |  |       |  |  | Lamoral de Tassis |  |  |                      |  |
| Leonardo II de Tassis                        |                   |                                |                                    |  |  |       |  |  | Lamoral de Tassis |  |  |                      |  |
|                                              |                   | Genoveffa de Tassis            | Serafino II de Tassis              |  |  |       |  |  |                   |  |  |                      |  |
|                                              |                   | Genoveffa de Tassis            | Serafino II de Tassis              |  |  |       |  |  |                   |  |  |                      |  |
|                                              |                   | Genoveffa de Tassis            | Isabella de Tassis                 |  |  |       |  |  |                   |  |  |                      |  |
| Lamoral Claudio Francesco di Thurn und Taxis |                   | Genoveffa de Tassis            |                                    |  |  |       |  |  |                   |  |  |                      |  |
|                                              |                   | Philibert de Rye de Balançon   | Gérard de Rye de Balançon          |  |  |       |  |  |                   |  |  |                      |  |
|                                              |                   | Philibert de Rye de Balançon   | Gérard de Rye de Balançon          |  |  |       |  |  |                   |  |  |                      |  |
|                                              |                   | Philibert de Rye de Balançon   | Claude Louise de Longwy            |  |  |       |  |  |                   |  |  |                      |  |
| Alessandrina de Rye                          |                   | Philibert de Rye de Balançon   |                                    |  |  |       |  |  |                   |  |  |                      |  |
|                                              |                   | Claudine de Tournon-Roussillon | Justus II de Tournon-Roussillon    |  |  |       |  |  |                   |  |  |                      |  |
|                                              |                   | Claudine de Tournon-Roussillon | Justus II de Tournon-Roussillon    |  |  |       |  |  |                   |  |  |                      |  |
|                                              |                   | Claudine de Tournon-Roussillon | Claudine de La Tour d'Olliergues   |  |  |       |  |  |                   |  |  |                      |  |
| Eugenio Alessandro di Thurn und Taxis        |                   | Claudine de Tournon-Roussillon |                                    |  |  |       |  |  |                   |  |  |                      |  |
|                                              | Lamoral di Egmont | Giovanni IV di Egmont          |                                    |  |  |       |  |  |                   |  |  |                      |  |
|                                              | Lamoral di Egmont | Giovanni IV di Egmont          |                                    |  |  |       |  |  |                   |  |  |                      |  |
|                                              | Lamoral di Egmont | Francesca del Lussemburgo      |                                    |  |  |       |  |  |                   |  |  |                      |  |
| Philippe Lamoraal van Horne                  | Lamoral di Egmont |                                |                                    |  |  |       |  |  |                   |  |  |                      |  |
|                                              |                   | Sabina del Palatinato-Simmern  | Giovanni II del Palatinato-Simmern |  |  |       |  |  |                   |  |  |                      |  |
|                                              |                   | Sabina del Palatinato-Simmern  | Giovanni II del Palatinato-Simmern |  |  |       |  |  |                   |  |  |                      |  |
|                                              |                   | Sabina del Palatinato-Simmern  | Beatrice di Baden                  |  |  |       |  |  |                   |  |  |                      |  |
| Anna di Horne                                |                   | Sabina del Palatinato-Simmern  |                                    |  |  |       |  |  |                   |  |  |                      |  |
|                                              |                   | Carlo d'Arenberg               | Giovanni di Ligne                  |  |  |       |  |  |                   |  |  |                      |  |
|                                              |                   | Carlo d'Arenberg               | Giovanni di Ligne                  |  |  |       |  |  |                   |  |  |                      |  |
|                                              |                   | Carlo d'Arenberg               | Margherita de la Marck-Arenberg    |  |  |       |  |  |                   |  |  |                      |  |
| Dorothée Jeanne de Ligne-Arenberg            |                   | Carlo d'Arenberg               |                                    |  |  |       |  |  |                   |  |  |                      |  |
|                                              |                   | Anne Isabelle de Croÿ          | Filippo III de Croÿ                |  |  |       |  |  |                   |  |  |                      |  |
|                                              |                   | Anne Isabelle de Croÿ          | Filippo III de Croÿ                |  |  |       |  |  |                   |  |  |                      |  |
|                                              |                   | Anne Isabelle de Croÿ          | Jeanne de Halewijn                 |  |  |       |  |  |                   |  |  |                      |  |
|                                              |                   | Anne Isabelle de Croÿ          |                                    |  |  |       |  |  |                   |  |  |                      |  |